# Valeria Ripoll
Pour les articles homonymes, voir Ripoll (homonymie) et Fraga (homonymie).
Valeria Ripoll Fraga, née le 13 octobre 1982 à Montevideo, est une femme politique uruguayenne, membre du Parti national. Le 30 juin 2024, après qu'Álvaro Delgado Ceretta ait remporté les élections primaires du parti, il l'a choisie comme colistière en tant que candidate nationaliste à la vice-présidence pour les élections générales de 2024.

## Biographie

### Origines et enfance
Shirley Valeria Ripoll Fraga est née à Montevideo, le 13 octobre 1982, fille de Néstor Ripoll, officier subalterne de la Marine nationale, et de Shirley Fraga, fonctionnaire de l'Administration Nationale des Combustibles, Alcools et Portland.
Élevée dans une famille catholique d'origine catalane, elle a une sœur cadette, Joana Ripoll. Elle a complété ses études primaires et secondaires au Colegio del Sagrado Corazón et, à l'âge de 14 ans, elle a obtenu son diplôme de professeur d'orgue et de solfège, après sept ans d'études. Durant son adolescence, elle a travaillé comme professeur de musique dans un jardin d'enfants et dans un restaurant McDonald's pour aider aux dépenses du ménage. Après avoir obtenu son diplôme d'études secondaires, elle s'est inscrite à l'Université de la République pour étudier la psychologie, mais elle n'a pas terminé ses études. Plus tard, elle fut employée administrative dans la Marine nationale, obtenant le grade de matelot de première classe.

### Parcours syndical
En 2007, après avoir remporté un concours, elle commence à travailler au Planétarium Municipal de Montevideo, et deux ans plus tard, au Jardin Botanique de la ville. En raison de ses emplois dans la fonction publique, elle a adhéré à l'Association des employés et travailleurs municipaux (ADEOM), un syndicat d'agents municipaux. Ripoll a également travaillé comme fonctionnaire à l'Orchestre philharmonique de Montevideo pendant plusieurs années.

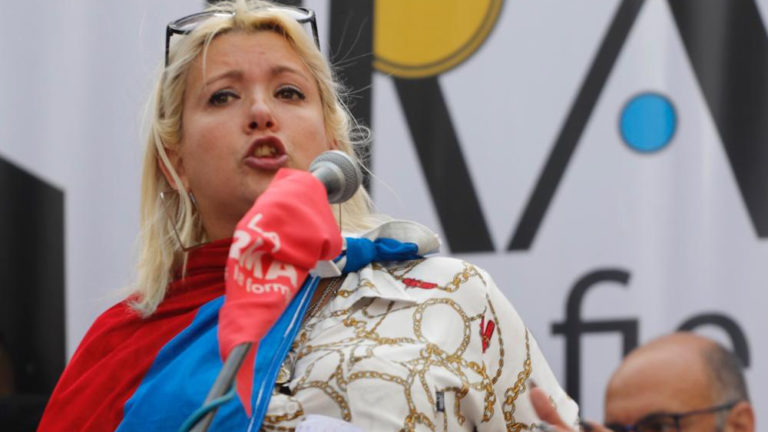
Valeria Ripoll en 2019.

En tant que fonctionnaire, elle a occupé différents postes syndicaux. De 2015 à 2017, elle a été membre du secrétariat culturel du syndicat. En septembre 2017, elle a été élue secrétaire générale de l'ADEOM, ce qui a accru de manière exponentielle sa visibilité publique. À ce poste, elle a critiqué les gouvernements du Front large de Montevideo dirigés par Daniel Martínez (2015-2020) et Carolina Cosse (2020-2024). Elle a été réélue secrétaire générale en 2019 et 2021.
Elle a également présidé la Fédération nationale des communes et a été membre du secrétariat exécutif de l'Intersyndicale plénière des travailleurs - Convention nationale des travailleurs (PIT-CNT). À la mi-août 2023, elle a annoncé son départ de l'activité syndicale.

### Parcours politique
Bien qu'elle soit issue d'une famille de droite, en 2010, alors qu'elle débute son activité syndicale, elle adhère au Parti communiste d'Uruguay (qui fait partie du Front large) à l'invitation d'un de ses collègues syndicalistes. Cependant, en 2017, elle s'est désaffiliée et a quitté le parti en raison d'un désaccord avec la position clémente du parti concernant l'administration de Daniel Martínez, maire de Montevideo, qu'elle critiquait. Elle a déclaré qu'on lui avait demandé d'être moins sévère dans ses critiques parce que Martínez allait être le candidat du Front large à la présidentielle de 2019,. Après avoir quitté le Parti communiste, Ripoll a signalé des menaces de la part de certains dirigeants communistes et des actes de vandalisme dans sa maison, tels que des graffitis et des chausses-trapes. C’est pour cette raison qu’elle avait besoin d’une garde à vue pour elle et sa famille.
En août 2023, après s'être retiré des activités syndicales, il a annoncé son retour à la politique des partis et a rejoint le Parti national de centre-droit, l'un des partis traditionnels de l'Uruguay. Elle a soutenu Álvaro Delgado Ceretta à la présidence et, en février 2024, il a rejoint D centro (es), un nouveau secteur centriste du parti, dirigé par la vice-présidente Beatriz Argimón. Lors des élections primaires de 2024, elle était leader de la liste électorale Lista 5, qui soutenait la candidature de Delgado Ceretta.
Après la victoire écrasante d'Álvaro Delgado Ceretta aux primaires du Parti national le 30 juin 2024, Ripoll a été annoncée comme colistière et candidate à la vice-présidence pour les élections générales. La décision a provoqué une grande surprise et a fait la une de la plupart des journaux le lendemain, en raison de son passé de membre du Parti communiste et de syndicaliste, et parce qu'elle n'était membre du Parti national que depuis près d'un an. Parmi les raisons avancées par l'équipe de Delgado Ceretta pour justifier le choix de Ripoll figure la volonté d'attirer davantage d'électeurs centristes ou de centre-gauche qui n'ont pas l'intention de voter pour un Front large « plus à gauche ».
Le 10 août, elle a été ratifiée par le Congrès national du Parti national.

### Vie privée
En 2005, Ripoll épousé Ricardo Azanza, mais des années plus tard, le couple a divorcé. Elle a trois enfants : Celeste (née en 2006), Nahuel (née en 2007) et Julieta (née en 2014). Nahuel est autiste, ce qui l'a amenée à s'impliquer dans l'activisme, en faisant la promotion de la Fondation Abrazo Azul, une organisation à but non lucratif de sensibilisation à l'autisme.

## Médias
De 2021 à 2024, Ripoll a fait partie du panel de l'émission télévisée de débat politique Esta boca es mía (es). Sa participation a encore accru sa visibilité publique grâce à ses échanges intenses avec les invités et autres commentateurs de l'émission.
En 2022, elle participe à la première édition de ¿Quién es la máscara? (es), la version uruguayenne du format sud-coréen The Masked Singer, étant éliminée au douzième épisode.